# British Academy Television Awards de 2013
As indicações ao British Academy Television Awards de 2013 (ou BAFTA TV Awards 2013) foram anunciadas em 9 de abril de 2013. A cerimônia de premiação foi realizada no Royal Festival Hall, em Londres, em 12 de maio de 2013.

## Vencedores e indicados
Os vencedores estão listados em negrito.

### Melhor Ator
- Ben Whishaw – Richard II: "The Hollow Crown" (BBC Two)
  - Sean Bean – Accused: "Tracie's Story" (BBC One)
  - Derek Jacobi – Last Tango in Halifax (BBC One)
  - Toby Jones – The Girl (BBC Two)

### Melhor Atriz
- Sheridan Smith – Mrs Biggs (ITV)
  - Rebecca Hall – Parade's End (BBC Two)
  - Sienna Miller – The Girl (BBC Two)
  - Anne Reid – Last Tango in Halifax (BBC One)

### Melhor Ator Coadjuvante
- Simon Russell Beale – Henry IV, Parts I & II: "The Hollow Crown" (BBC Two)
  - Peter Capaldi – The Hour (BBC Two)
  - Stephen Graham – Accused: "Tracie's Story" (BBC One)
  - Harry Lloyd – The Fear (Channel 4)

### Melhor Atriz Coadjuvante
- Olivia Colman – Accused: "Mo's Story" (BBC One)
  - Anastasia Hille – The Fear (Channel 4)
  - Sarah Lancashire – Last Tango in Halifax (BBC One)
  - Imelda Staunton – The Girl (BBC Two)

### Melhor Performance de Entretenimento
- Alan Carr – Alan Carr: Chatty Man (Channel 4)
  - Ant & Dec – I'm a Celebrity...Get Me Out of Here! (ITV)
  - Sarah Millican – The Sarah Millican Television Programme (BBC Two)
  - Graham Norton – The Graham Norton Show (BBC One)

### Melhor Atriz de Comédia
- Olivia Colman – Twenty Twelve (BBC Two)
  - Julia Davis – Hunderby (Sky Atlantic)
  - Miranda Hart – Miranda (BBC One)
  - Jessica Hynes – Twenty Twelve (BBC Two)

### Melhor Ator de Comédia
- Steve Coogan – Alan Partridge: Welcome to the Places of My Life (Sky Atlantic)
  - Hugh Bonneville – Twenty Twelve (BBC Two)
  - Peter Capaldi – The Thick of It (BBC Two)
  - Greg Davies – Cuckoo (BBC Three)

### Melhor Drama Único
- Murder (BBC Two)
  - Everyday (Channel 4)
  - The Girl (BBC Two)
  - Richard II: "The Hollow Crown" (BBC Two)

### Melhor Minissérie
- Room at the Top (BBC Four)
  - Accused (BBC One)
  - Mrs Biggs (ITV)
  - Parade's End (BBC Two)

### Melhor Série Dramática
- Last Tango in Halifax (BBC One)
  - Ripper Street (BBC One)
  - Scott & Bailey (ITV)
  - Silk (BBC One)

### Melhor Novela ou Drama Continuado
- EastEnders (BBC One)
  - Coronation Street (ITV)
  - Emmerdale (ITV)
  - Shameless (Channel 4)

### Melhor Programa Internacional
- Girls (HBO/Sky Atlantic)
  - The Bridge (SVT1/DR1/BBC Four)
  - Game of Thrones (HBO/Sky Atlantic)
  - Homeland (Showtime/Channel 4)

### Melhor Série Factual
- Our War (BBC Three)
  - 24 Hours in A&E (Channel 4)
  - Great Ormond Street (BBC Two)
  - Make Bradford British (Channel 4)

### Prêmio Huw Wheldon de Especialista em Fatos
- All In The Best Possible Taste with Grayson Perry (Channel 4)
  - The Plane Crash (Channel 4)
  - The Plot to Bring Down Britain's Planes (Channel 4)
  - The Secret History of Our Streets (BBC Two)

### Prêmio Robert Flaherty de Melhor Documentário
- 7/7: One Day in London (BBC Two)
  - Baka: A Cry from the Rainforest (BBC Two)
  - Lucian Freud: Painted Life (BBC Two)
  - Nina Conti – A Ventriloquist's Story: Her Master's Voice (BBC Four)

### Melhor Participação
- The Great British Bake Off (BBC Two)
  - Bank of Dave (Channel 4)
  - Grand Designs (Channel 4)
  - Paul O'Grady: For the Love of Dogs (ITV)

### Melhor Reality e Fato Criado
- Made In Chelsea (E4)
  - The Audience (Channel 4)
  - I'm a Celebrity...Get Me Out of Here! (ITV)
  - The Young Apprentice (BBC One)

### Melhores Assuntos Atuais
- This World: "The Shame of the Catholic Church" (BBC Two)
  - Panorama: "Britain's Hidden Housing Crisis" (BBC One)
  - Exposure: "The Other Side of Jimmy Savile" (ITV)
  - Al Jazeera Investigates: "What Killed Arafat?" (Al Jazeera English)

### Melhor Cobertura Jornalística
- Granada Reports: "Hillsborough – The Truth at Last" (ITV)
  - BBC News at Ten: "Syria" (BBC One)
  - Channel 4 News: "Battle for Homs" (Channel 4)

### Melhor Esporte e Evento Ao Vivo
- Jogos Paralímpicos de Verão de 2012 (Channel 4)
  - Jogos Olímpicos de Londres 2012: "Super Saturday" (BBC One)
  - Cerimônia de abertura dos Jogos Olímpicos de Verão de 2012 (BBC One)
  - Torneio de Wimbledon de 2012 : "Final Masculina" (BBC One)

### Prêmio Lew Grade de Programa de Entretenimento
- The Graham Norton Show (BBC One)
  - Dynamo: Mágica Impossível (Watch)
  - Have I Got News for You (BBC One)
  - A League of Their Own (Sky1)

### Melhor Comédia
- The Revolution Will Be Televised (BBC Three)
  - Cardinal Burns (E4)
  - Mr Stink (BBC One)
  - Alan Partridge: Welcome to the Places of My Life (Sky Atlantic)

### Melhor Sitcom/Comédia Roteirizada
- Twenty Twelve (BBC Two)
  - Episodes (BBC Two)
  - Hunderby (Sky Atlantic)
  - The Thick of It (BBC Two)

### Prêmio do PúblicoRadio Times
- Game of Thrones (HBO/Sky Atlantic)
  - Call the Midwife (BBC One)
  - The Great British Bake Off (BBC Two)
  - Homeland (Showtime/Channel 4)
  - Cerimônia de abertura dos Jogos Olímpicos de Verão de 2012 (BBC One)
  - Strictly Come Dancing (BBC One)

### Prêmio Especial
- Clare Balding

### BAFTA Fellowship
- Michael Palin

### BAFTA Tribute
- Doctor Who

### Vitórias por emissora
| Emissora  | vitórias |
| --------- | -------- |
| BBC       | 15       |
| Channel 4 | 4        |
| Sky       | 3        |
| ITV       | 2        |

## In Memoriam
- Patrick Moore
- Kenneth Kendall
- John Ammonds
- Peter Gilmore
- Clive Dunn
- Mary Tamm
- Larry Hagman
- Michael Hurll
- Simon Ward
- Bill Tarmey
- James Grout
- Robert Kee
- Richard Griffiths
- Alastair Burnet
- Geoffrey Hughes
- Jack Klugman
- Frank Thornton
- Mike Morris
- Nick Milligan
- Gerry Anderson
- Victor Spinetti
- Sid Waddell
- Max Bygraves
- Denis Forman
- Tony Gubba
- Eric Sykes
- Angharad Rees
- Alasdair Milne
- Richard Briers